# Record bibliografico

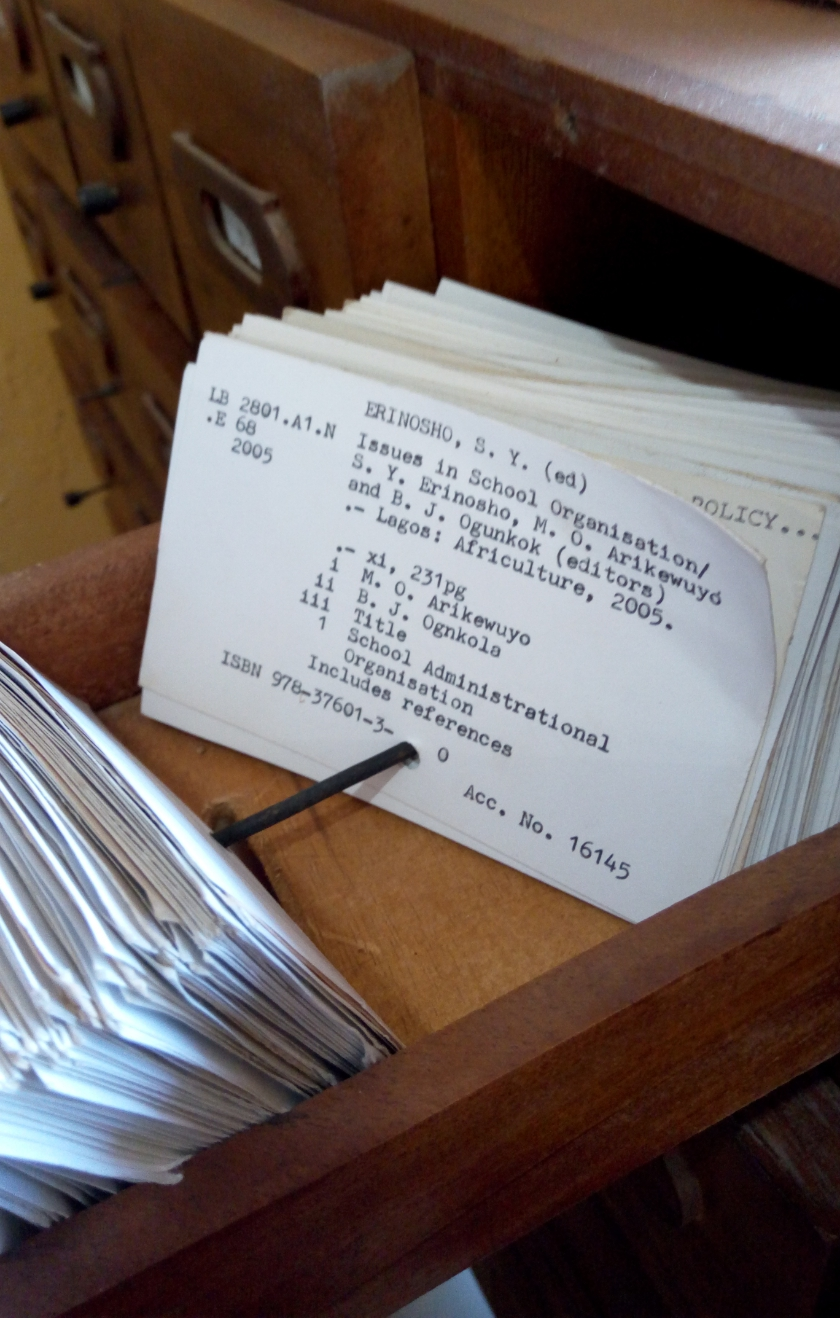
Esempio di record bibliografico su scheda cartacea

Il record bibliografico, in italiano anche registrazione bibliografica o notizia bibliografica, costituisce l'unità elementare di ogni descrizione bibliografica, in quanto contiene le informazioni relative alle pubblicazioni, come il titolo, l'autore, il numero identificativo (ad esempio l'ISBN o l'ISSN), e tutto ciò che ne consente l'identificazione in maniera univoca. I record bibliografici possono rappresentare un'ampia varietà di materiale su qualsiasi tipo di supporto, cartaceo o digitale.
Le notizie vengono create in fase di catalogazione secondo regole internazionali mirate a facilitare il reperimento delle risorse tramite varie modalità di accesso. Le registrazioni sono quindi consultabili nei cataloghi e possono essere definite metadati; esse comprendono l'analisi per soggetto e altri termini di indicizzazione.
I record vengono inseriti utilizzando i formati e la normativa per la catalogazione, in Italia tradotta e adattata agli standard internazionali IFLA per l'ISBD dall'ICCU per il Servizio bibliotecario nazionale (SBN). In quest'ultimo, oltre alle informazioni sulla risorsa che descrive, il catalogatore è tenuto a fornire indicazioni sul livello di autorità del record e sulla specificità catalografica del materiale. Il livello di autorità è riferito al catalogatore stesso, in base non solo alla propria esperienza, ma anche al Polo di appartenenza, ossia all'area geografica corrispondente alla regione cui appartiene la biblioteca in cui lavora. I gruppi di biblioteche contenuti nei Poli locali sono collegati al sistema centrale chiamato Indice SBN, gestito dall'ICCU e base dati del catalogo collettivo nazionale. La specificità catalografica è invece riferita alle caratteristiche del materiale descritto: "moderno" o "antico" in base alla data del documento, grafico, cartografico, musicale, audiovisivo.
In Italia "in base al principio di condivisione, chiunque partecipi al Servizio bibliotecario nazionale è tenuto a verificare, tramite una ricerca preventiva, se il documento sia già stato descritto nel catalogo collettivo e, se lo trova, a 'catturare' il record bibliografico, ossia a trasferirlo sulla base dati del Polo, evitando così di creare duplicati e segnalandone il possesso al sistema centrale" attraverso l'inserimento della collocazione e dei dati della copia.

## Storia
I primi record bibliografici che si conoscano provengono da cataloghi redatti probabilmente dai Sumeri, con scrittura cuneiforme su tavolette di argilla, e relativi a testi religiosi risalenti al 2000 a.C.. Nell'antica Grecia, Callimaco di Cirene organizza il patrimonio della Biblioteca di Alessandria ideando i Pinakes, un'opera di bibliografia.
I primi cataloghi americani vengono redatti a forma di libro, sia manoscritto che a stampa, e non seguono regole standard. La loro composizione si basa sui cataloghi di biblioteca inglesi del XVII secolo, come ad esempio quello della Biblioteca Bodleiana. Man mano che aumentano le risorse, si avverte la necessità di raccogliere un numero maggiore di informazioni per distinguerle, e vengono di volta in volta introdotte regole più aggiornate, in continua evoluzione.

## Formati
Con il progredire delle tecnologie, si prospettano nuove possibilità. Allo scopo di condividere l'informazione catalografica in formato elettronico, negli anni sessanta la Library of Congress di Washington sviluppa e perfeziona il Machine Readable Cataloging format, noto e citato abitualmente tramite l'acronimo MARC, che consente di inserire una sola volta la descrizione bibliografica, e renderla fruibile universalmente. Il modello viene in seguito sostituito con altri, man mano rispondenti alle nuove esigenze dei catalogatori, come nel caso di BIBFRAME.
L'automazione rende man mano sempre più superfluo l'intervento umano nelle operazioni che non richiedono un'interpretazione, come la ricognizione inventariale, ossia il controllo delle copie a scaffale. La ricerca all'interno del testo tramite Internet modifica anche l'erogazione dei servizi, escludendo limiti fisici e ampliando così gli orizzonti delle biblioteche.